# Феліпе Бертольдо
Феліпе Бертольдо (порт. Fellipe Bertoldo, нар. 5 січня 1991, Сан-Паулу) — бразильський та східно-тиморський футболіст, півзахисник.

## Клубна кар'єра
Розпочинав грати на батьківщині у клубі «Палмейрас», проте виступав за другу команду, після чого грав у нижчолігових бразильських клубах. 
2015 року відправився до Японії, де грав за клуби «Ойта Трініта» та «Верспах Ойта», після чого у січні 2016 року він підписав річний контакт із іранською командою «Естеґлал Хузестан». В подальшому грав за індонезійські клуби «Мітра Кукар» та «Арема».

## Виступи за збірну
Незважаючи на відсутність зв'язків з Східним Тимором, він був натуралізований і зіграв 5 матчів у складі національної збірної Східного Тимору в період між 2014 і 2015 роками. 19 січня 2017 року Азійська футбольна конфедерація оголосила, що Бертольдо та одинадцять інших бразильських футболістів, не мають права представляти Східний Тимор. Через два місяці він отримав паспорт Східного Тимору, який був визнаний "недійсним" Міністерством юстиції Східного Тимору.

## Статистика
| Збірна Східного Тимору | Збірна Східного Тимору | Збірна Східного Тимору |
| Роки                   | Ігри                   | голи                   |
| ---------------------- | ---------------------- | ---------------------- |
| 2014                   | 4                      | 1                      |
| 2015                   | 1                      | 0                      |
| Усього                 | 5                      | 1                      |